# Pseudostenophylax pauper
Pseudostenophylax pauper är en nattsländeart som beskrevs av Schmid 1991. Pseudostenophylax pauper ingår i släktet Pseudostenophylax och familjen husmasknattsländor. Inga underarter finns listade i Catalogue of Life.